# 俾斯麦塔

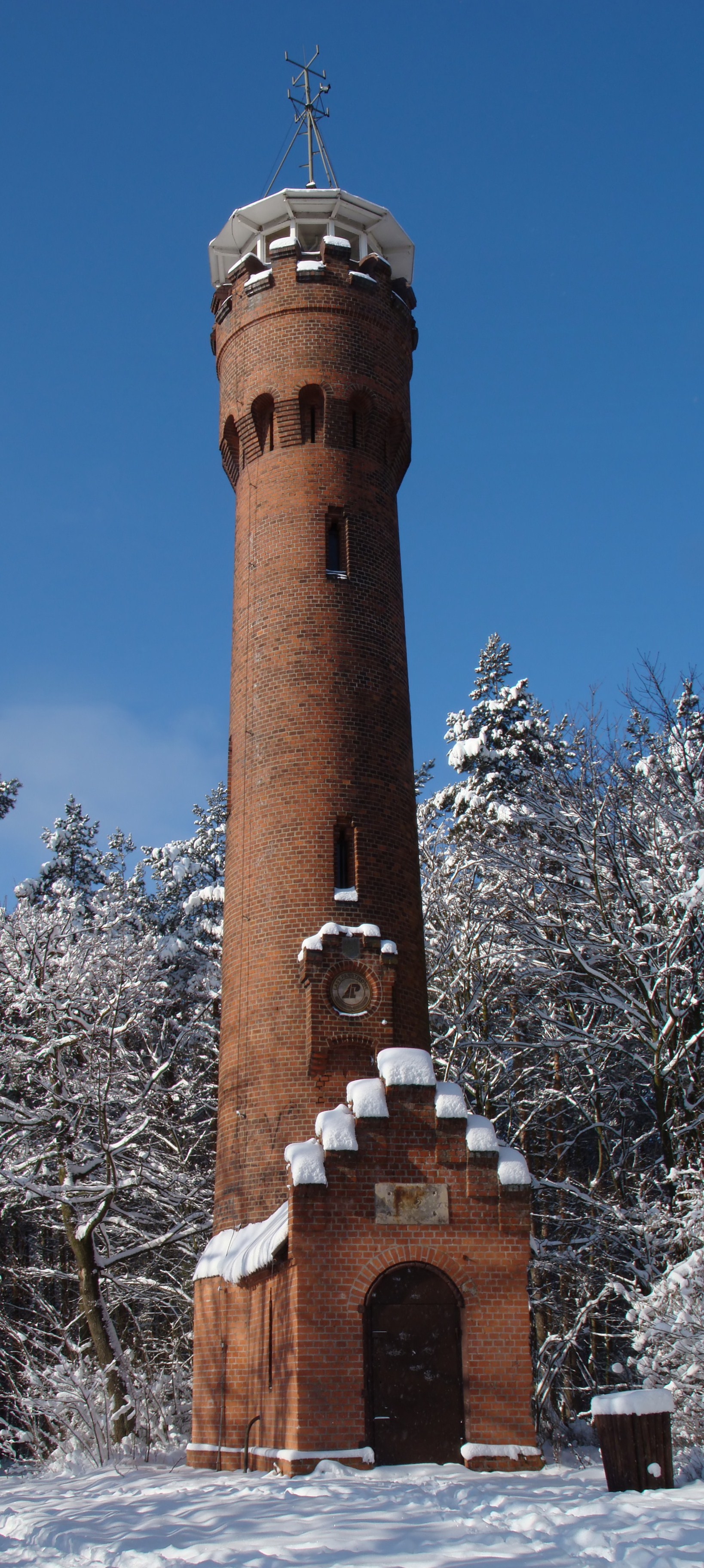
格鲁恩贝格的俾斯麦塔

俾斯麦塔（德語：Bismarckturm）是德国各地建造的用来纪念俾斯麦的一种塔式建筑。从1869年开始，历史上一共建造过约240座，现在还保留有至少173座。其中一部分，包括47座威廉·克莱斯设计的俾斯麦塔，被改造成了没有窗户的俾斯麦柱（Bismarcksäulen）。